# 스투를룽
스투를룽 일족(아이슬란드어: Sturlungar)은 13세기 중반 아이슬란드 자유국의 강력한 씨족 중 하나로 스투를룽 일족의 사가에 그 내력이 부분적으로 전해진다. 이 씨족 구성원들 당시 아이슬란드에 벌어진 내전에서 활발한 활동을 했으며 이 내전기를 그들의 씨족명을 따 스투를룽 시대라고 한다.
스투를룽 일족은 부유하고 영향력이 큰 씨족으로 아이슬란드 서부, 오늘날의 베스트피르디르 일대를 지배했다.
스투를룽 일족의 가조는 스투를라 토르다르손으로, 학자들은 그가 1115년경에 태어났다고 추측한다. 스투를라는 아버지 토르두르 길손에게 고도르드(Goðorð; 군장으로서의 지배 영토)를 물려받았다. 스투를라는 에이나르 토르길손을 비롯한 다른 많은 군장들과 다투었다. 욘 로프트손이라는 명망있는 사람이 이 싸움을 중재했고 그 뒤 욘은 스투를라의 신임을 얻어 그 아들 스노리 스투를루손의 양육을 맡게 되었다. 장성한 스노리는 스투를룽 일족에서 가장 영향력 있는 거물이 되었으며 또한 노르드 신화를 문헌으로 집대성하는 문학적 성취로도 유명하다. 스노리에게는 토르두르 스투를루손과 시그바트 스투를루손 두 손윗형제가 있었다.
스투를라의 일족들은 스투를룽 시대 내전에서 중요한 역할을 했다. 특히 스투를라의 아들 스노리와 시그바투르, 시그바투르의 아들 토르두르 카칼리 시그바트손이 내전에 깊이 개입되어 있었다. 그 외에 스투를룽 일족 사람으로는 토르두르 스투를루손의 아들 스투를라 토르다르손이 있다. 그는 사촌 토르두르 카칼리와 싸움을 벌였다.
스투를룽 일족이 아이슬란드 사가를 처음 쓰기 시작한 것으로 생각된다.

## 참고 자료
- Árni Daníel Júlíusson, Jón Ólafur Ísberg, Helgi Skúli Kjartansson Íslenskur sögu atlas: 1. bindi: Frá öndverðu til 18. aldar Almenna bókafélagið, Reykjavík 1989